# Canon EOS R
La Canon EOS R è una fotocamera con obiettivo intercambiabile mirrorless a pieno formato da 30,3 megapixel disponibile sul mercato dall'ottobre 2018. La fotocamera è la prima a utilizzare l'innesto dell'obiettivo RF di Canon.

## Ottiche
Canon ha equipaggiato il sistema EOS R con un nuovo tipo di innesto RF. Questo ha un bus di comunicazione basato su un sistema a 12 pin con un protocollo che consente di scambiare una mole di dati 40 volte superiore tra macchina e obiettivo rispetto a quanto avviene, ad esempio, su una 5D Mark IV.